# Adrian Quist
Pour les articles homonymes, voir Quist.
Adrian Karl Quist, né le 23 janvier 1913 à Medindie en Australie-Méridionale et mort le 17 novembre 1991 à Sydney, est un joueur de tennis australien. Il a remporté 3 titres du Grand Chelem en simple et 14 en double.
Il est membre du International Tennis Hall of Fame depuis 1984.